# Bankfoot
Bankfoot är en ort i Storbritannien.   Den ligger i kommunen Perth and Kinross och riksdelen Skottland, i den norra delen av landet, 600 km norr om huvudstaden London. Bankfoot ligger 94 meter över havet och antalet invånare är 1 178.
Terrängen runt Bankfoot är platt åt sydost, men åt nordväst är den kuperad. Runt Bankfoot är det ganska tätbefolkat, med 108 invånare per kvadratkilometer. Närmaste större samhälle är Perth, 12,4 km söder om Bankfoot. Trakten runt Bankfoot består till största delen av jordbruksmark.